# Wolfgang Güttler
Pour les articles homonymes, voir Güttler.
Wolfgang Güttler, né le 22 février 1893 à Reichenstein, arrondissement de Frankenstein-en-Silésie (Royaume de Prusse) et mort le 20 février 1918 à Barenton-Bugny (Aisne), est un pilote allemand, as de la Première Guerre mondiale.

## Biographie
Wolfgang Güttle est crédité de huit victoires aériennes, les quatre premières en volant avec la Jagdstaffel 24 et les quatre dernières en tant que commandant de Jagdstaffel 13.
Il meurt le 20 février 1918 dans une collision en plein vol au-dessus de sa base, l'aérodrome de la Ferme Reneuil à Barenton-Bugny, dans l'Aisne.